# München trolibuszvonal-hálózata
München trolibuszvonal-hálózata mindössze egy 9,3 km-es vonalból állt. Az üzem 1948. április 28-án indult meg és 1966. április 28-án szűnt meg.
Az egy vonalból álló trolibusz-útvonal fokozatosan nyílt meg. A város jóval kiterjedtebb hálózatot tervezett, ám gazdaságossági okokból mégis inkább az autóbusz- és a villamos-hálózat kiépítése mellett döntöttek.
Az üzem, bár meglehetősen rövid életet élt meg, mégis két generációnyi jármű fordult meg rajta. A nagy forgalomra való tekintettel a trolibuszok még pótkocsit is vontattak.

## Érdekességek

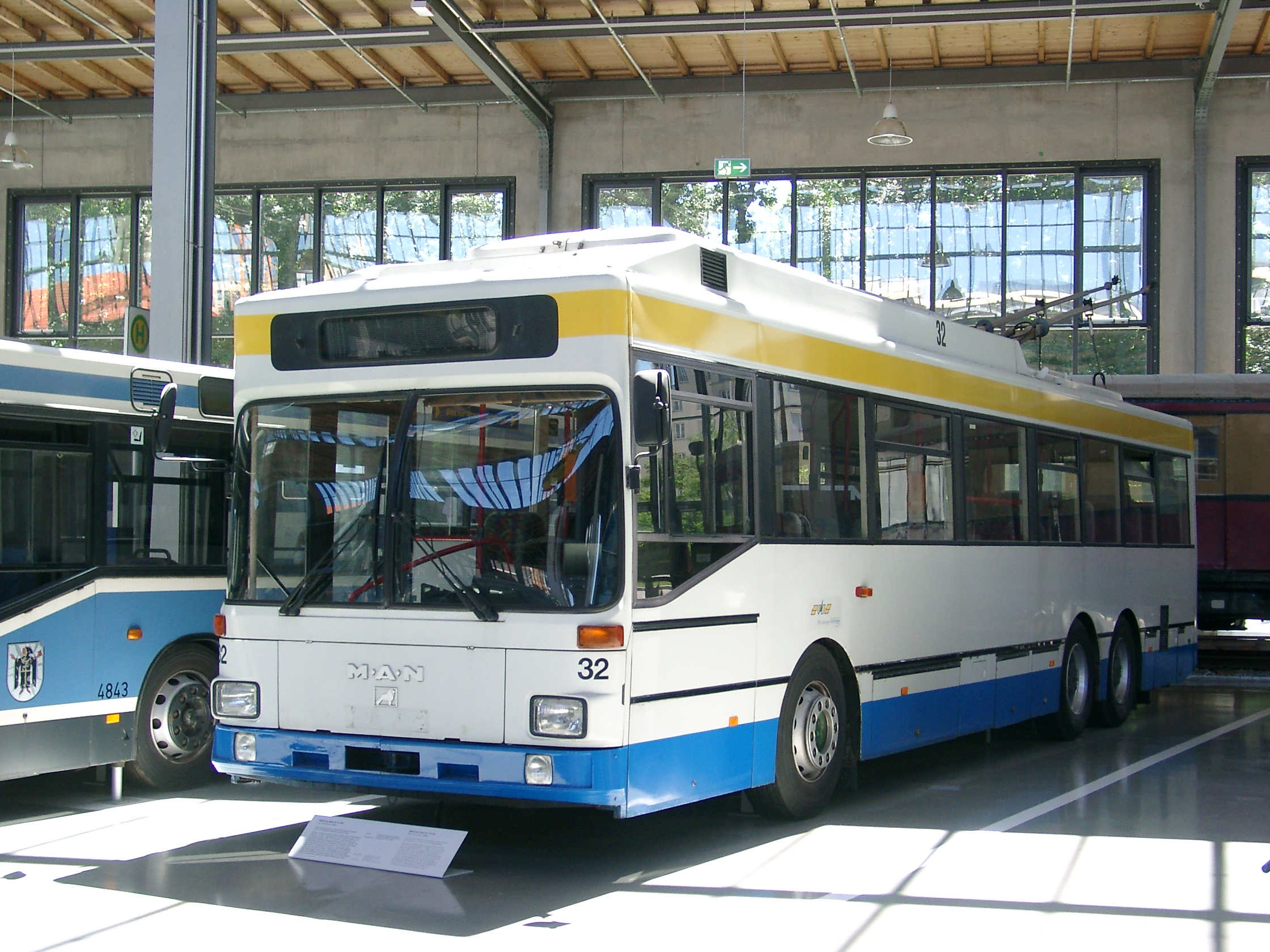
Solingeni trolibusz a Verkehrszentrum-ban kiállítva

Bár a müncheni trolibuszokból egyet sem őriztek meg a városban, a Solingeni trolibusz-hálózat egyik járműve megtekinthető a Verkehrszentrum-ban. Bár ez a típus nem közlekedett itt, mégis az egyetlen látható trolibusz a bajor fővárosban.